# Saison 3 de Teen Witch
Chronologie
Saison 2 Saison 4
Cet article présente les épisodes de la troisième saison de la série télévisée américaine Teen Witch (Every Witch Way).

## Production
Tous les épisodes sont scénarisés par Catharina Ledeboer (avec Gloria Shen pour 8 épisodes et avec Charlotte Owen pour 6 épisodes) et réalisés par Clayton Boen.

## Épisodes

### Épisode 1:Le beachside 7(Beachside 7)
- États-Unis : 5 janvier 2015
- France : 13 juin 2016
- Belgique : 8 août 2016

- États-Unis : 1,655 million de téléspectateurs[1] (première diffusion)

### Épisode 2:La punition d'Emma(Rebel Emma)
- États-Unis : 6 janvier 2015
- Belgique : 9 août 2016

- États-Unis : 1,54 million de téléspectateurs (première diffusion)

### Épisode 3:C'est toujours toi(Always You)
- États-Unis : 7 janvier 2015
- Belgique : 10 août 2016

- États-Unis : 1,56 million de téléspectateurs (première diffusion)

### Épisode 4:Briser les règles(Breaking All the Rules)
- États-Unis : 8 janvier 2015
- Belgique : 11 août 2016

- États-Unis : 1,67 million de téléspectateurs (première diffusion)

### Épisode 5:L'été sans fin(Neverending Summer)
- États-Unis : 9 janvier 2015

- États-Unis : 1,586 million de téléspectateurs[2] (première diffusion)

### Épisode 6:Daniel, le mauvais garçon(Daniel Darko)
- États-Unis : 12 janvier 2015

- États-Unis : 1,633 million de téléspectateurs[3] (première diffusion)

### Épisode 7:Le nouveau Daniel(No More Mr. Nice Guy)
- États-Unis : 13 janvier 2015

- États-Unis : 1,56 million de téléspectateurs (première diffusion)

### Épisode 8:La marque de l'araignée(Spider No More)
- États-Unis : 14 janvier 2015

- États-Unis : 1,56 million de téléspectateurs (première diffusion)

### Épisode 9:Dos à Dos(Back to Back)
- États-Unis : 15 janvier 2015

- États-Unis : 1,9 million de téléspectateurs[4] (première diffusion)

### Épisode 10:Le cristal de Caballero(El Cristal de Caballero)
- États-Unis : 16 janvier 2015

- États-Unis : 1,574 million de téléspectateurs[5] (première diffusion)

### Épisode 11:Kanaï vs Kanaï(Kanay vs. Kanay)
- États-Unis : 19 janvier 2015

- États-Unis : 1,477 million de téléspectateurs[6] (première diffusion)

### Épisode 12:Moi, Invisible(Invisible Me)
- États-Unis : 20 janvier 2015

- États-Unis : 1,51 million de téléspectateurs[7] (première diffusion)

### Épisode 13:Révélation sur les Kanaï(The Truth About Kanays)
- États-Unis : 21 janvier 2015

- États-Unis : 1,33 million de téléspectateurs[8] (première diffusion)

### Épisode 14:Zombie à la Rescousse(Zombie Rescue Team)
- États-Unis : 22 janvier 2015

- États-Unis : 1,292 million de téléspectateurs[9] (première diffusion)

### Épisode Spécial:Enchantée pour toujours(Enchanted Ever After)
- États-Unis : 23 janvier 2015

- États-Unis : 1,447 million de téléspectateurs[10] (première diffusion)

### Épisode 15:Jax le kangourou(Kangaroo Jax)
- États-Unis : 26 janvier 2015

- États-Unis : 1,455 million de téléspectateurs[11] (première diffusion)

### Épisode 16:Rébellion(Defiance)
- États-Unis : 27 janvier 2015

- États-Unis : 1,608 million de téléspectateurs[12] (première diffusion)

### Épisode 17:Le duel des Kanaï (Magical Throwdown)
- États-Unis : 28 janvier 2015

- États-Unis : 1,27 million de téléspectateurs[13] (première diffusion)

### Épisode 18:La Kanaï contre-attaque(The Kanay Strikes Back)
- États-Unis : 29 janvier 2015

- États-Unis : 1,408 million de téléspectateurs[14] (première diffusion)

### Épisode 19 Et 20:Le début d'une nouvelle ère(New Witch Order)
- États-Unis : 30 janvier 2015

- États-Unis : 1,708 million de téléspectateurs[15] (première diffusion)